# 박종민 (가수)
박종민(2004년 3월 3일 ~ )은 대한민국의 가수다. 2024년 싱글 [Dear My Star]로 데뷔했다.

## 방송
- 내일은 국민가수 (2021) - Top42(36위)
- 팬텀싱어 4 (2023) - Top74
- 초대형 노래방 서바이벌 VS (2023) - 우승

## 음반
- 초대형 노래방 서바이벌 VS EPISODE 2 (2023)
- 초대형 노래방 서바이벌 VS EPISODE 3 (2023)
- 초대형 노래방 서바이벌 VS SEMI FINAL (2023)
- 초대형 노래방 서바이벌 VS FINAL (2023)
- Dear My Star (2024)
- INSIDE (2025)

## 공연
- 박종민 연말 단독콘서트 [White Love] (2024)
- 박종민 단독 콘서트 [Shine With Me] (2025)